# Scott Allan
Scott Allan (Glasgow, 28 novembre 1991) è un calciatore scozzese, centrocampista dei Kelty Hearts.

## Carriera

### Club
La sua carriera da calciatore iniziò nel 2001 quando, all'età di dieci anni, venne acquistato dal Dundee United, col quale debuttò in prima squadra nel 2008. Nel 2010 si trasferì per un mese in prestito al Forfar Athletic.
Nel 2012 venne acquistato dal West Bromwich.
Il 19 luglio 2013 venne ceduto al Birmingham City.
Il 14 agosto 2015 firmò un quadriennale con il Celtic.
Il 4 agosto 2016 passò in prestito al Rotherham United, militante in Championship. Il prestito non andò particolarmente bene, anche per alcuni attriti con l'allenatore, e a fine stagione tornò al Celtic.

### Nazionale
Tra il 2007 e il 2008 milita nell'Under-17 dove gioca 4 partite e nessuna rete segnata mentre, nel 2011, viene convocato dal CT dell'Under-21 per prendere parte alle qualificazione valide per gli Europei del 2013 in Israele.

## Statistiche

### Presenze e reti nei club
Statistiche aggiornate al 30 giugno 2022.
| Stagione             | Squadra              | Campionato           | Campionato | Campionato | Coppe nazionali | Coppe nazionali | Coppe nazionali | Coppe continentali | Coppe continentali | Coppe continentali | Altre coppe | Altre coppe | Altre coppe | Totale | Totale |
| Stagione             | Squadra              | Comp                 | Pres       | Reti       | Comp            | Pres            | Reti            | Comp               | Pres               | Reti               | Comp        | Pres        | Reti        | Pres   | Reti   |
| -------------------- | -------------------- | -------------------- | ---------- | ---------- | --------------- | --------------- | --------------- | ------------------ | ------------------ | ------------------ | ----------- | ----------- | ----------- | ------ | ------ |
| ott.-dic. 2010       | Forfar Athletic      | 2D                   | 4          | 1          | CS+CdL          | -               | -               | -                  | -                  | -                  | SCC         | -           | -           | 4      | 1      |
| dic. 2010-2011       | Dundee Utd           | SP                   | 0          | 0          | CS+CdL          | 0               | 0               | -                  | -                  | -                  | -           | -           | -           | 4      | 1      |
| 2011-gen. 2012       | Dundee Utd           | SP                   | 8          | 0          | CS+CdL          | 0               | 0               | UEL                | 1                  | 0                  | -           | -           | -           | 9      | 0      |
| Totale Dundee United | Totale Dundee United | Totale Dundee United | 8          | 0          |                 | 0               | 0               |                    | 1                  | 0                  |             | -           | -           | 9      | 0      |
| gen.-feb. 2012       | West Bromwich        | PL                   | 0          | 0          | FACup+CdL       | 0               | 0               | -                  | -                  | -                  | -           | -           | -           | 0      | 0      |
| feb.-apr. 2012       | Portsmouth           | FLC                  | 15         | 1          | FACup+CdL       | -               | -               | -                  | -                  | -                  | -           | -           | -           | 15     | 1      |
| apr.-giu. 2012       | West Bromwich        | PL                   | 0          | 0          | FACup+CdL       | -               | -               | -                  | -                  | -                  | -           | -           | -           | 0      | 0      |
| lug.-set. 2012       | West Bromwich        | PL                   | 0          | 0          | CdL             | 0               | 0               | -                  | -                  | -                  | -           | -           | -           | 0      | 0      |
| set.-ott. 2012       | MK Dons              | FL1                  | 4          | 0          | CdL             | -               | -               | -                  | -                  | -                  | FLT         | 0           | 0           | 4      | 0      |
| ott. 2012-gen. 2013  | Portsmouth           | FL1                  | 9          | 1          | FACup+CdL       | 1+0             | 0               | -                  | -                  | -                  | FLT         | 0           | 0           | 10     | 1      |
| Totale Portsmouth    | Totale Portsmouth    | Totale Portsmouth    | 24         | 1          |                 | 1               | 0               |                    | -                  | -                  |             | 0           | 0           | 25     | 1      |
| gen.-giu. 2013       | West Bromwich        | PL                   | 0          | 0          | FACup+CdL       | -               | -               | -                  | -                  | -                  | -           | -           | -           | 0      | 0      |
| Totale West Bromwich | Totale West Bromwich | Totale West Bromwich | 0          | 0          |                 | 0               | 0               |                    | -                  | -                  |             | -           | -           | 0      | 0      |
| 2013-2014            | Birmingham City      | FLC                  | 5          | 0          | FACup+CdL       | 0+2             | 0+2             | -                  | -                  | -                  | -           | -           | -           | 7      | 2      |
| 2014-2015            | Hibernian            | 1D                   | 30+2       | 2+0        | CS+CdL          | 4+3             | 0               | -                  | -                  | -                  | SCC         | 1           | 0           | 40     | 2      |
| lug.-ago. 2015       | Hibernian            | 1D                   | 1          | 0          | CdL             | 1               | 1               | -                  | -                  | -                  | SCC         | 1           | 0           | 3      | 1      |
| ago. 2015-2016       | Celtic               | SP                   | 13         | 0          | CS+CdL          | 2+0             | 0               | UEL                | 2                  | 0                  | -           | -           | -           | 17     | 0      |
| lug.-ago. 2016       | Celtic               | -                    | -          | -          | -               | -               | -               | UCL                | 0                  | 0                  | -           | -           | -           | 0      | 0      |
| ago. 2016-2017       | Rotherham Utd        | FLC                  | 10         | 0          | FACup+CdL       | 0+1             | 0               | -                  | -                  | -                  | -           | -           | -           | 11     | 0      |
| 2017-gen. 2018       | Dundee               | SP                   | 16         | 0          | CS+CdL          | 2+5             | 1+0             | -                  | -                  | -                  | -           | -           | -           | 23     | 1      |
| gen.-giu. 2018       | Hibernian            | SP                   | 8+4        | 1+2        | CS+CdL          | -               | -               | -                  | -                  | -                  | -           | -           | -           | 12     | 3      |
| 2018-2019            | Celtic               | SP                   | 0          | 0          | SC+CdL          | 0               | 0               | UCL+UEL            | 0                  | 0                  | -           | -           | -           | 0      | 0      |
| Totale Celtic        | Totale Celtic        | Totale Celtic        | 13         | 0          |                 | 2               | 0               |                    | 2                  | 0                  |             | -           | -           | 17     | 0      |
| 2019-2020            | Hibernian            | SP                   | 30         | 5          | CS+CdL          | 3+7             | 2+3             | -                  | -                  | -                  | -           | -           | -           | 40     | 10     |
| 2020-mar. 2021       | Hibernian            | SP                   | 8          | 0          | CS+CdL          | 0+1             | 0               | -                  | -                  | -                  | -           | -           | -           | 9      | 0      |
| mar.-mag. 2021       | Inverness            | 1D                   | 6          | 0          | CS+CdL          | 2+0             | 0               | -                  | -                  | -                  | -           | -           | -           | 9      | 0      |
| mag.-giu. 2021       | Hibernian            | SP                   | 0          | 0          | CS+CdL          | 0               | 0               | -                  | -                  | -                  | -           | -           | -           | 0      | 0      |
| 2021-2022            | Hibernian            | SP                   | 17         | 0          | CS+CdL          | 1+3             | 0+1             | UECL               | 2                  | 0                  | -           | -           | -           | 23     | 1      |
| Totale Hibernian     | Totale Hibernian     | Totale Hibernian     | 100        | 10         |                 | 23              | 7               |                    | 2                  | 0                  |             | -           | -           | 125    | 17     |
| Totale carriera      | Totale carriera      | Totale carriera      | 190        | 13         |                 | 38              | 10              |                    | 5                  | 0                  |             | 2           | 0           | 235    | 23     |

## Palmarès

### Club

#### Competizioni nazionali
- Coppa di Scozia: 1

Dundee United: 2009-2010
- Coppa di Lega scozzese: 1

Celtic: 2018-2019
- Campionato scozzese: 1

Celtic: 2018-2019